# Colonia San Francisco, Campeche
Colonia San Francisco är en ort i Mexiko.   Den ligger i kommunen Escárcega och delstaten Campeche, i den östra delen av landet, 900 km öster om huvudstaden Mexico City. Colonia San Francisco ligger 94 meter över havet och antalet invånare är 163.
Terrängen runt Colonia San Francisco är platt. Runt Colonia San Francisco är det glesbefolkat, med 11 invånare per kvadratkilometer. Närmaste större samhälle är Escárcega, 5,4 km väster om Colonia San Francisco. I omgivningarna runt Colonia San Francisco växer i huvudsak städsegrön lövskog.